# Az én kis Bushom
Az én kis Bushom (That's My Bush!) egy amerikai vígjátéksorozat (sitcom), melyet a South Park alkotói, Trey Parker és Matt Stone készítettek a Comedy Central számára 2001-ben. A műsor George W. Bush-t és feleségét, Laura Bush-t, valamint a szitkom műfajt szatirizálja. Az én kis Bush-om az egykori amerikai elnök és felesége életét mutatja be, alaposan eltorzítva azt. Ez a szituációs komédia 2001. április 4-től 2001. május 23-ig futott az USA-ban. Magyarországon először 2006-ban adta le a Cool TV, később 2008-ban vetítették, amikor megjelent itthon az anyacsatorna, a Comedy Central.  Trey és Stone népszerű korábbi produkciójával, a South Parkkal ellentétben ez a sorozat nem lett sikeres témája ellenére sem, mindössze 1 évadot élt meg 8 epizóddal.

## Szereplők
| Szereplő           | Színész            | Magyar hang  |
| ------------------ | ------------------ | ------------ |
| George W. Bush     | Timothy Bottoms    | Tarján Péter |
| Laura Bush         | Carrie Quinn Dolin | Vándor Éva   |
| Karl Rove          | Kurt Fuller        | Németh Gábor |
| Maggie Hawley      | Marcia Wallace     | Szabó Éva    |
| Stevenson királynő | Kristen Miller     | Mezei Kitty  |
| Larry O'Shea       | John D'Aquino      | Láng Balázs  |